# Puijoschans
De Puijoschans is een skispringschans gelegen op de heuvel Puijo in het Finse Kuopio. Op de heuvel is ook een uitkijktoren, de Puijotoren, gevestigd. Sinds 2004 vindt er ieder jaar een wedstrijd van het Nordic Tournament plaats, meetellend voor de wereldbeker schansspringen.

## Geschiedenis
De eerste geregistreerde schansspringwedstrijd op de Puijo was al in 1886. De eerste "echte" schans werd rond 1900 gebouwd, op deze schans werd volgens de overlevering een afstand van 14 meter bereikt. Tien jaar later werd een 20 meter-schans toegevoegd.
In 1949 werd op de Puijo een K90 schans gebouwd, toentertijd de grootste schans van Finland. In 1958 werd het complex uitgebreid met een K50-schans uitgebreid.
De eerste wereldbekerwedstrijd vond relatief laat, namelijk in 1995, plaats. In 1998 werd de huidige K120 schans gebouwd, die sindsdien niet meer is verbouwd.
Nadat Kuopio van 1999/2000 tot en met 2001/2002 de openingswedstrijd van de wereldbeker schansspringen organiseerde, is het tegenwoordig de tweede wedstrijd van het Nordic Tournament.